# Laemolyta fasciata
Laemolyta fasciata är en fiskart som beskrevs av Pearson 1924. Laemolyta fasciata ingår i släktet Laemolyta och familjen Anostomidae. Inga underarter finns listade i Catalogue of Life.